# RAP2B
RAP2B‏ (RAP2B, member of RAS oncogene family) هوَ بروتين يُشَفر بواسطة جين RAP2B في الإنسان.